# لئونارد چشایر
لئونارد چشایر (انگلیسی: Leonard Cheshire; ۷ سپتامبر ۱۹۱۷ – ۳۱ ژوئیهٔ ۱۹۹۲) فرد نظامی اهل بریتانیا بود.
وی همچنین برندهٔ جوایزی همچون صلیب ویکتوریا شده است.
در جنگ جهانی دوم. از جمله جوایزی که چشایر به عنوان خلبان دریافت کرد، بالاترین نشان شجاعت در مقابله با دشمن بود که می‌توان به نیروهای انگلیسی و [اتحادیه مشترک المنافع] اعطا کرد. او جوان‌ترین کاپیتان گروه در نیروی هوایی سلطنتی (RAF) و یکی از برجسته‌ترین خلبانان جنگ بود.
پس از جنگ، او خانه سالمندانی را تأسیس کرد که به خیریه معلولین لئونارد چشایر تبدیل شد. او به دلیل فعالیت‌هایش در زمینه حل تعارض شناخته شد. او در سال ۱۹۹۱ به پاس فعالیت‌های خیریه اش یک اشرافیت انتصابی ایجاد کرد. او در حال تبدیل شدن به قدیس یا بئاتیفیه در کلیسای کاتولیک است.